# 蘭氏
蘭氏，匈奴氏族之一，為匈奴氏族，經常與匈奴單于通婚。
蘭氏為匈奴大氏族之一，與呼衍氏、須卜氏、丘林氏並稱為四大氏族。攣鞮氏與大氏族互相聯姻，共同統治控制匈奴，大氏族有聽訟斷獄之權。
《晉書》記載，他們世官左當戶、右當戶。後代融入蘭姓。